# ديفيد ويبر
ديفيد ويبر (بالإنجليزية: David Weber)‏ هو عازف كلارينيت أمريكي، ولد في 18 ديسمبر 1913، وتوفي في 23 يناير 2006.